# Îles Lavezzi
Die Îles Lavezzi sind eine aus etwa 100 kleinen Inseln und Felsenriffen, meist aus Granit, bestehende Inselgruppe in der Straße von Bonifacio zwischen Korsika und Sardinien. Sie liegt etwa vier Kilometer vom korsischen Festland entfernt.

## Beschreibung
Zur Gruppe gehören unter anderem die Inseln Île de Cavallo, Piana, Ratino, Poraggia und Perduto. Mit Ausnahme der Insel Cavallo gehört die Inselgruppe zum Gemeindegebiet von Bonifacio. Seit dem Jahr 1982 ist der Archipel und dessen Gewässer als französisches Naturschutzgebiet Réserve Naturelle des Bouches de Bonifacio deklariert. Nur die Inseln Lavezzi, Cavallo und Piana dürfen von Urlaubern betreten werden.
Das Gewirr von Riffen sowie von kleinen und großen Inseln, teilweise unter der Wasseroberfläche versteckt, ist für die Schifffahrt ein schwieriges Revier. Im Frühjahr, Herbst und Winter entstehen aufgrund starker Winde und Stürme oft starke Strömungen zwischen den Inseln und Riffen. Seit 1874 erleichtert ein auf einem Felsen der Pointe Becchi errichteter Leuchtturm das Navigieren der Schiffe.
Im Umfeld der Lavezzi-Inseln existiert eine seltene Fauna und Flora. So lassen sich zum Beispiel seltene Korallenmöwen und unter Wasser Seesterne, Gorgonien (Hornkorallen), Skorpionfische, Zackenbarsche und Schwärme von Thunfischen beobachten. Zur artenreichen Inselvegetation gehören auch duftende Wildkräuter wie Lorbeer, Myrte und Ginster, aber auch Thymian und Schopflavendel.
Auf den Lavezzi-Inseln befindet sich der südlichste Punkt Frankreichs in Europa.

## Der Schiffbruch der Sémillante
1855 fand hier das größte Schiffsunglück eines französischen Großseglers im Mittelmeer statt, der Schiffbruch der Fregatte Sémillante:
Der Dreimaster war eines der letzten aus Holz gebauten Segelschiffe. Er lief am 14. Februar 1855 mit insgesamt 702 Mann, davon 308 Mann Besatzung und 394 Soldaten als Nachschub für den Krimkrieg an Bord aus Toulon aus. Am Morgen des 15. Februars befand sich das Schiff südlich von Korsika. Vom Westen kam ein starker Sturm auf und trieb das Schiff auf die sardische Küste zu. Um dies zu verhindern, musste der Kapitän das Schiff nach Norden tiefer in die Straße von Bonifacio steuern. Die tosende, aufgewühlte See behinderte zudem die Sicht und die Sémillante ließ sich nur schwer manövrieren. Sie zerschellte an den Riffen der Lavezzi-Inseln und zerbrach. Alle Personen, die sich auf dem Schiff befanden, starben bei diesem Unglück. Bis zum 20. März wurden an den Küsten Korsikas und Sardiniens insgesamt 592 Leichen geborgen. Für die Bestattung wurden zwei Friedhöfe angelegt, einer auf Lavezzi, der andere in Nordsardinien. Auf der Hauptinsel Lavezzi wurde zu Ehren der Schiffbrüchigen ein Denkmal errichtet.
Durch einen der im Jahr 1866 unter dem Titel Briefe aus meiner Mühle französisch Lettres de mon moulin publizierten „Briefe“ machte der französische Schriftsteller Alphonse Daudet (1840–1897) den Schiffbruch der Sémillante weltbekannt.
Im Jahr 2000 ließ die Stadt Bonifacio eine Ehrentafel zur Erinnerung an das Ereignis enthüllen. Noch heute ehren die Korsen die Opfer alljährlich durch eine Gedenkfeier.